# Fulmar, ensenada
Fulmar, ensenada är en vik i Antarktis. Den ligger i Sydorkneyöarna. Argentina och Storbritannien gör anspråk på området.